# ريل جورنيس
هي شركة سياحة في الجزيرة الجنوبية، مملوكة ملكية خاصة لمجموعة وايفر، وتدير شركة رحلات حقيقية رحلات بحرية في ملفورد، ودبوبتفول سوند، وأيضًا الباخرة القديمة تي إس إس إيرنسلو على بحيرة واكاتيبو، وكهوف تي انو أو غلوورم، وخدمات العبّارات في جزيرة ستيورت، والرحلات الاستكشافية والإقامة في النزل. 
تشمل مجموعة الشركات المملوكة لشركة رحلات حقيقية شركة ستيورت أيلاند ايكسبيرينس التي أطلقت في عام 2004 وايلد كيوي اينكونتر، التي تعمل بوصفها  مشروعًا سياحيًا مشتركًا مع رايكوراموري لاند ترست، الذي تم شراؤه في عام2016.
كان مؤسسو برنامج ريل جرنيس، ليس واولايف هاتشينز، روادًا في صناعة السياحة في البحيرات الجنوبية في الخمسينيات من القرن الماضي. مُنح ليس هاتشينز وسام الاستحقاق النيوزيلندي في عام 2002 لخدمات الحفظ والسياحة.
كانت رؤية هاتشينز وبعد بصيرتها هي التي أدت إلى تشكيل شركة منابوري دوبتفول ساوند تورست كومبوني في مايو 1954، بعد شراء الأصول، وهما بليغرام وكونستانس، وكوخ صغير، من ممتلكات ليس مرل الذي كان ينقل السياح عبر بحيرة مانابوري، وتتصل بنزهة إلى دوبتفول ساوند منذ عام1921.
اتبعت رحلة شركة مانابوري دابتفول ساوند تورست كومبوني خط سير الرحلة نفسه مع رحلة بحرية على بحيرة مانابوري إلى ويست رم تليها مسيرة 17 كم فوق ويلموت باس إلى ديب كوف في دوبتفول ساوند. هنا بنت الشركة نزلًا، يضم كوخ مارل الأصلي، لاستيعاب السياح خلال الرحلة التي تستغرق أربعة أيام.
في وقت لاحق، حصلت الشركة على عقد النقل في أثناء بناء محطة مانابوري للطاقة التي تنقل الموظفين والمواد من مانابوري إلى ويست آرم.
ومع ذلك، كان الدافع وراء هاتشينز هو الرغبة الشديدة في مشاركة شغفهم بمنطقة فيوردلاند مع الزوار، وفي عام 1966، اشتروا شركة فيوردلاند ترافيل (تي أناو). تأسست الشركة من قبل الهويات السياحية لوسون بوروز وويلسون كامبل في الأربعينيات من القرن الماضي وشغلت العديد من العقود على بحيرة تي أناو، متضمنةً جولات في كهوف تي انو أو غلوورم، التي يبلغ عمرها 12000 عام، التي اكتشفها بروس في عام1948 .
في عام 2013، فازت شركة ريل جورنيس بجائزة مشغل العام في المؤتمر السنوي لمجلس تصدير السياحة. حازت شركة ريل جورنيس على جائزة أفضل مشغل للعام في مؤتمر مجلس تصدير السياحة في عام 2015.
في عام 2017، فازت ريل جورنيس بجائزة اختيار الجمهور في حفل توزيع جوائز السياحة النيوزيلندية، الذي أقيم في كرايستشيرش.
أيضًا في عام 2017، فازت ريل جورنيس بالجائزة العليا في حفل توزيع جوائز التنوع العشرين، الذي تديره دايفرستي وركس ن ز. أشاد اقتباس الجائزة بِريل جورنيس لمبادرتها التدريبية، التي تستخدم خبرة العمال الأكبر سنًا لتوفير فرص التعلم للشباب في أوتاجووساوثلاند.
وحصلت الشركة أيضًا على جوائز شهادة التميز من موقع ترب أدفايزر للأعوام 2016 و2017 و2018.
فازت ريل جورنيس بالجائزة الافتتاحية كوالمارك 100% بيور نيوزلاند ايكسبيرينس في عام2019 . وحصلت سبع شركات فقط على هذه الجائزة (من 41 متأهلاً للتصفيات النهائية، وأكثر من 100 مشارك).
والعديد من الجوائز الأخرى سجلت على موقع ريل جورنيس الإلكتروني.
يحتل الحفاظ على البيئة مكانة مهمة في قصة شركة ريل جورنيس، وهي حجر الأساس في أعمالها. مستوحاة من السيد ليس هاتشينز الذي كان ملتزمًا بِفايرودلاند وحمايتها، تكرس الشركة نفسها لمواصلة إرثه؛ لحماية التراث، واالحفاظ على بيئة المجتمعات لتي تعمل فيها.
يجري التبرع بأموال كبيرة سنويًا لمشاريع الحفظ التي تدعم البيئات، واستعادة بعض الحيوانات ومبادرات التنظيف.
تساعد الكتلة الخيرية السنوية بردس أوف فيذر، التي تنظمها ريل جورنيس في جمع التبرعات لعمل وزارة الحفظ (دوك) في المنطقة. في عام 2015، جمعت الكتلة الافتتاحية 40 ألف دولار للحفاظ على كاكابو المهددة بالانقراض.
في عام 2016، جُمِع 65000 دولار لمشروع استعادة صوت تاماتي/دايسكي. جرى تخصيص بعض الأموال  300000 دولار لمشروع، جرى تبنيه من قبل ريل جورنيس، لجعل كوبر ايلاند في داسكي ساوند خالية من الحيوانات المفترسة.
في عام 2013، اشترت ريل جورنيس موقعًا بمساحة 155 هكتارًا كانت قد استأجرته سابقًا في والتر بيك على الشواطئ البعيدة لبحيرة واكاتيبو، وشرعت في مشروع كبير لاستعادة الأراضي. في عام 2015، مُنحت الشركة شهادة تقدير من وزارة الحفظ (دوك) لدورها في تطهير الأرض من مساحات شاسعة من أشجار الصنوبر البرية الغازية، التي تهدد المناظر الطبيعية في كوينزتاون ووسط أوتاجو، واستبدالها بالأدغال المحلية، ومرج، ومرعى، وأرض معشوشبة.
أقرت شهادة التقدير أيضًا مشاريع جمع الأموال، والتوعية الخاصة بالشركة كاكابو، ودعم النقل للبط البري النادر (البطة الزرقاء)، من ملفورد تراك، بالقرب من مسار روتبرن للمساعدة على تعزيز التكاثر.
يعكس صندوق جمعية لسلي هتجنس، الذي أنشأه السيد ليس هتجنس قبل وفاته، حماسه لدعم الجهود المبذولة لحماية البحيرات الجنوبية ومناطق المحميات في نيوزيلندا والحفاظ عليها.